# Columbus (Georgia)
Columbus es una ciudad de Georgia, Estados Unidos. También llamada "La Ciudad de la Fuente" o "El Lowell del Sur".

## Situación
Está situada sobre la orilla izquierda del río Chattahoochee —que la separa de Alabama— sobre el que es cabecera de navegación y cuya energía alimenta una importante industria: género de algodón, ladrillos, abonos, útiles agrícolas, vidrio y material eléctrico. En 2010 tenía 189 885 habitantes. 

## Fundación
Fundada como factoría en 1826 y centro textil algodonero desde 1838, Columbus fue depósito confederado durante la guerra de Secesión, hasta su ocupación y destrucción por las tropas de la Unión el 17 de abril de 1865. En sus proximidades se encuentra la "Base Lawson" de las Fuerzas Aéreas y "Fort Benning", escuela de Infantería del Ejército.